# 椿宜高
椿 宜高（つばき よしたか） は、日本の生態学者。京都大学名誉教授。京都大学生態学研究センター長や、個体群生態学会会長を務めた。

## 人物・経歴
福岡県生まれ。1967年福岡県立明善高等学校卒業。1971年九州大学理学部生物学科卒業。1973年九州大学大学院理学研究科修士課程修了。1974年九州大学大学院理学研究科博士課程中退、九州大学理学部教務職員。1977年九州大学理学部助手。1980年名古屋大学農学部助手。1982年グリフィス大学客員研究員。1990年環境庁国立環境研究所総合研究官。1997年環境庁国立環境研究所上席研究官。2000年東京大学大学院農学生命科学研究科教授併任。2006年京都大学生態学研究センター教授。2009年京都大学生態学研究センター長。2013年京都大学名誉教授。2015年個体群生態学会会長。